# Valencia robertae
Valencia robertae es una especie de pez perteneciente a la familia Valenciidae. 
Es un endemismo de Grecia, donde habita en los cursos bajos de los ríos Peneo y Mornos. La especie fue descrita en 2014, en el río Pinios, cerca del sur de Kavasila.
El nombre específico, robertae, honra a la ictióloga italiana Roberta Barbieri, del Centro Helénico de Investigación Marina en Atenas.